# Die geliebten Schwestern
Die geliebten Schwestern é um filme teuto-austro-suíço de 2014, do gênero drama romântico-histórico-biográfico, dirigido e escrito por Dominik Graf.
Trata-se de uma biografia romantizada do poeta alemão Friedrich Schiller.
Foi selecionado como representante da Alemanha à edição do Oscar 2015, organizada pela Academia de Artes e Ciências Cinematográficas.

## Elenco
- Henriette Confurius as Charlotte von Lengefeld
- Florian Stetter - Friedrich Schiller
- Hannah Herzsprung - Caroline von Beulwitz
- Claudia Messner - Madame Lengefeld
- Ronald Zehrfeld - Wolzogen
- Andreas Pietschmann - Friedrich von Beulwitz
- Maja Maranow - Frau von Stein
- Peter Schneider - Christian Gottfried Körner
- Anne Schäfer - Charlotte von Kalb
- Michael Wittenborn - Knebel
- Thomas Kornack - Kutscher in Weimar
- Christine Zart - Stein